# Rammstein
A Rammstein német együttes a hard rockot és az ipari metalt ötvözi az elektronikus zenével. Tagja az úgynevezett Neue Deutsche Härte irányzatnak, melybe olyan német együtteseket sorolnak, mint az Oomph! vagy a Die Krupps. Néhány kritikus szerint az együttes műfajban inkább „Tanz-Metall”-ra (tánc-metál) hajaz. 1994-ben alakultak, 2005-ig világszerte több mint 10 millió CD-t adtak el. Első albumuk 1995-ben jelent meg Herzeleid címmel. Kétszer jelölték őket Grammy-díjra 1998-ban a Du hastért, 2005-ben pedig a Mein Teilért. Kiadójuk az Universal Music Group.
Bár dalszövegeik legtöbbje német nyelvű, Európa nem német anyanyelvű területein is hatalmas sikereket értek el, csakúgy, mint az USA-ban, Kanadában, Latin-Amerikában, Japánban, Indiában, Izraelben és Ausztráliában. A Reise, Reise albummal (2004) ők lettek a nemzetközileg legsikeresebb német együttes, akik anyanyelvükön játszanak. Számos kislemezük volt helyezett top 10-ben Európában.
Az együttes Magyarországon eddig összesen hatszor lépett fel: Először 1998. augusztus 9-én a Sziget Fesztiválon, másodszor 2005. február 27-én a Reise, Reise turnéja alkalmából, harmadszor 2010. március 16-án a Papp László Budapest Sportarénában a Liebe ist für alle da támogatásában, negyedszer 2011. november 10-én a Made in Germany 1995–2011 válogatásalbum bemutatásával szintén a Papp László Sportarénában. A legutóbbi két fellépésükre egy dupla koncert keretében került sor, 2023. július 11-én és 12-én, a Puskás Arénában.

## Név

A zenekar logója

Nevüket közvetve az a nyugat-német város, Ramstein-Miesenbach szolgáltatta, ahol 1988-ban az amerikai Egyesült Államok Ramstein Légibázisán egy légi bemutató katasztrófába fulladt. Az együttes Rammstein című száma a tragédiára való megemlékezés. Az 1988. augusztus 28-án tartott bemutatón az Olasz Légierő Frecce Tricolori nevű műrepülő kötelékéből 3 sugárhajtású gép összeütközött. 31 néző halt meg percekkel a baleset után, és több százan megsérültek. Az elkövetkezendő hónapokban a halottak száma 70-re nőtt. A plusz "M" betűt a média tette hozzá, hogy megkülönböztessék az együttest a várostól. A német rammen ige magyarul azt jelenti, hogy „döngölni/cölöpözni”.
A 110393 Rammstein nevű kisbolygót a zenekar tiszteletére nevezték el.

## Tagok
- Richard Zwen Kruspe – szólógitár
- Paul Heiko Landers – ritmusgitár
- Till Lindemann – ének
- Oliver „Ollie” Riedel – basszusgitár
- Christoph „Doom” Schneider – dob, ütőhangszerek
- Christian „Flake” Lorenz – billentyűs hangszerek

Mindannyian az egykori Német Demokratikus Köztársaságból (NDK) származnak.
A zenekarban a megalakulás óta nem történt tagcsere, az eredeti felállás a mai napig megmaradt. 2007-ben különböző honlapokon jelent meg a hír, miszerint Till Lindemann úgy döntött, hogy otthagyja az együttest. Utódjának a KMFDM volt énekesét, En Escht jelölték meg. A hivatalos weboldalon a pletykák elterjedése után pár nappal jelent meg a közlés, miszerint a hír nem igaz, és az együttes újra együtt van egy év kihagyása után, és a következő albumon dolgoznak.

## Az együttes története

### Megalakulás (1994)
Az együttest 1994-ben Berlinben alapította a gitáros, Richard Z. Kruspe. 1989-ben Nyugat-Berlinbe szökött, és 1993-ban megalapította az Orgasm Death Gimmicks nevű zenekart. Akkoriban igen nagy hatással volt rá az amerikai zene, különösen a Kiss. A berlini fal leomlása után visszaköltözött Schwerinbe, ahol Till Lindemann is élt és a First Arschban dobolt.
Richard Oliver Riedellel lakott akkoriban, aki a The Inchtabokatables nevű együttesben zenélt, és Christoph Schneiderral, aki a Die Firmában játszott. Richard ekkor kezdett velük dolgozni egy új projekten. A dalszövegeket és a zenét is ő írta, és mivel a kettőt egyszerre nem tudta csinálni, meggyőzte Lindemannt, hogy csatlakozzon hozzájuk. Richard akkor figyelt felt Tillre, amikor véletlenül meghallotta munka közben énekelni.
1994-ben egy versenyt szerveztek Berlinben amatőr együtteseknek. A nyerteseknek lehetőséget biztosítottak 4 demofelvételre egy profi stúdióban. Kruspe, Schneider, Riedel és Lindemann is szerepelt a versenyen, amit meg is nyertek. Paul Landers, a Feeling B gitárosa, ekkor figyelt fel rájuk, és a demoszámokat meghallgatva részt akart venni a projektben. Christian Lorenz, a Feeling B billentyűse csatlakozott Landers kérésére, igaz, csak hosszú győzködés után tudták rávenni, hogy szerepeljen az együttesben.
Kruspe egy interjújában így nyilatkozott a Rammstein megalakulásáról:„Rájöttem, hogy igen fontos a zeneszerzés, és hogy a zene jól működjön a nyelvvel, amit én régen nem tettem. Visszajöttem [Németországba] és azt gondoltam <Itt az idő, hogy olyan zenét szerezzek, ami igazán hiteles.> Elkezdtem dolgozni egy Rammstein nevű projekten, hogy megpróbáljak német zenét szerezni.”

### Herzeleid (1995–1996)
Az együttes 1995 márciusában kezdett el dolgozni az első stúdióalbumán Jacob Hellner producerrel. A Du riechst so gut című kislemez 1995. augusztus 17-én került a boltokba, és nem sokra rá, szeptember 24-én megjelent az album is Herzeleid névvel. November 27 és 29 között az együttes a svéd Clawfingerrel turnézott Prágában és Varsóban. A Rammstein első saját turnéja 1995. december 2-án kezdődött és összesen 17 koncertből állt. 1996 elején az együttes kiadta a Seemann kislemezt, majd az év során több mint 60 koncertet adtak. Ezek közül az egyik élő show volt Londonban az MTV Hanging Out műsorában. Ez volt az első fellépése az együttesnek Angliában. 1996. szeptember 27-én a berlini Arénában tartottak egy születésnapi koncertet. Ez alkalommal először a világításért a berlini rendező, Gert Hof felelt.
1996 augusztusában a Rammstein két száma, a Heirate mich és a Rammstein is bekerült David Lynch Lost Highway – Útvesztőben című filmjébe. A filmzenét az USA-ban és Európában is kiadták.

### Sehnsucht és Live aus Berlin (1996–2000)
Az új album sokkal inkább vokális, a Herzeleidban több szónoklatot, normál beszédet használtunk. A mostani anyag szintén sokkal dallamosabb. Több élénk rész van benne, a dalok jobban komponáltak és ezek mind annak a fejlődésnek köszönhetőek, amit együttesként átéltünk. Minden számnak megvan a maga szerkezete, tartalmaz versszakokat, refrént és egy zenemű összes tipikus elemét. Vannak nagyszerű melódiák, gyönyörű billentyűs részek. A Sehnsucht nem olyan sötét és nyomasztó, mint a Herzeleid volt, sokkal eltérőbb hangulata van. Néhány ember szereti, néhány nem. Néhányan azzal vádoltak, hogy egy sokkal kevésbé ütős albumot készítettünk, mint az előző volt. Én egy másik útnak hívnám. Ez még mindig ugyanaz a leves, igaz, kicsit kevesebb paprikával, de az ízét ez egyáltalán nem rontja el.
A második stúdióalbum a Sehnsucht nevet kapta és az együttes 1996 novemberében kezdett dolgozni rajta Máltán a Temple–Studiosban. A producer ezúttal is Jacob Hellner volt. A lemezről először kimásolt kislemez az Engel lett, 1997. április 1-jén jelent meg. Ez év májusára Németországban aranylemez lett belőle, aminek következtében kiadásra került egy Fan Edition is két, eddig ki nem adott számmal bővítve (Wilder Wein és Feuerräder). A második kislemez a Du hast lett, ami 1997. július 21-én került a boltokba. Előtte nem sokkal, május 27-én a Herzeleid aranylemez lett Németországban több mint 250 000 eladott példány után. Az együttes mindeközben telt házas koncerteket adott Németországban, Svájcban és Ausztriában. A Sehnsucht augusztus 22-ei megjelenése után két héttel már az első helyen zárt a német zenei listákon. Szintén ekkor a Herzeleid, valamint a Sehnsucht kislemezei is benne voltak az első húszban.
Az együttes első amerikai fellépése New York-ban volt 1997 szeptemberében, majd december 5-én került sor a Rammstein első USA-beli turnéjára a KMFDM előzenekaraként.
A Du riechst so gut '98 kislemez tavaszára készült el, a számhoz ekkor készült az új videóklip is.
1998. augusztus 22-én és 23-án az együttes több mint 17 000 ember előtt játszott a berlini Wuhlheide-ben. Ez volt a Rammstein addigi legnagyobb koncertje, az előzenekarok között volt a Danzig, Nina Hagen, Joachim Witt és az Alaska is. A show-ról később Live aus Berlin címmel DVD készült.
A Family Values Tour keretein belül a Rammstein az USA-ban koncertezett 1998 őszén a Kornnal, Ice Cube-bal, az Orgyval és a Limp Bizkittel. Az együttes amerikai jelenlétét csak erősítette, hogy november 2-án az USA-ban is aranylemez lett a Sehnsucht.
1999 őszén a zenekar először játszott Latin-Amerikában a Kiss előzenekaraként.
Egy évvel a sikeres wuhlheide-i koncert után, 1999. augusztus 31-én, az ott rögzített felvételekből kiadták a Live aus Berlin című CD-t. Két hétre a kiadást követően a német listákon az első helyen zárt a koncertfelvétel. Szeptember 13-án az anyag videó formájában ugyancsak a boltokba került, cenzúrázott, illetve vágatlan verzióként is a Bück dich című szám előadása miatt. DVD formátumban november 29-én adták ki.

### Mutter (2000–2002)
Meg kell szokni ezt a zenét. A lemez sokkal kevésbé kommersz hangzású. Azoknak, akik The Ramonest, vagy AC/DC-t hallgatnak, tetszeni fog a Mutter. Nagyon jó album lett. Talán el kell telnie egy kis időnek, de előbb-utóbb a hallgató is rájön erre.
A zenekar harmadik, Mutter című albuma 2000 májusában és júniusában készült és Dél-Franciaországban vették fel. A keverésre októberben Stockholmban került sor. 2000 karácsonyán az együttes MP3 formátumban feltöltötte a hivatalos honlapra a Links 2 3 4 című számot a lemezről annak népszerűsítése érdekében. A zenekar állítása szerint ezt az albumot volt a legnehezebb elkészíteni, mivel semmilyen anyag nem maradt az előző CD-kről, valamint a tagok véleménye is nagyon különbözött abban, hogy milyen irányba folytassák a zeneszerzést.
2001-ben az együttes fennállása óta először játszott Ausztráliában és Új-Zélandon a Big Day Out fesztiválon. Ez év januárjában az új kislemez, a Sonne videóklipje is elkészült. A klipet 2001. január 29-én vetítették először, a kislemez pedig pár nappal később, február 12-én került a boltokba. A számok között volt két remix a Clawfingertől, valamint az Adios című dal az új stúdióalbumról. Maga a nagylemez 2001. április 2-án jelent meg. Az új CD eladásai kirívóan alacsonyak voltak az első két CD sikere után, és a kritikusok is lehúzó cikkeket írtak az albumról. Ennek ellenére nem sokra a megjelenés után a Rammstein sikeres turnéra indult Németországban, Svájcban és Ausztriában, valamint telt házas koncerteket adott Amerikában is. Május 14-én adták ki a második kislemezt, a Links 2 3 4-t, ehhez a videóklipet május 18-án kezdték vetíteni. Szintén ehhez a dalhoz egy DVD is megjelent, ami tartalmazta a videóklipet, annak werkfilmjét, illetve néhány eddig sosem látott képet.
Az együttes eredetileg a Sonne-t csak Európában akarta kiadni, és az amerikai és ausztrál közönségnek szánta a Links 2 3 4 kislemezt, mivel a Mutterről leginkább ez az utóbbi szám hasonlított a régebbi Rammstein-dalokra, és a zenekar amerikai kiadója nem mert kockáztatni a nagy újításokkal. Kruspe erről egy interjúban így fogalmazott: „Azt gondoltuk, hogy a Links lenne a legjobb választás az USA-nak a szám keménysége miatt. Az a dal egy nyilatkozat tőlünk. Kísérlet arra, hogy megmagyarázza a félreértéseket a zenekarról, és a katonai elemeket azért adtuk hozzá, hogy ne legyen annyira egyértelmű az üzenet. De most valami furcsa dolog történt. Az MTV az Államokban elkezdte vetíteni a Sonne videóklipjét, ami igen meglepő, mivel a kislemezt ott nem árulják. Ennek nincs értelme. Talán már annyira hiányzik a Rammstein odaát, hogy nem tudják kivárni a Links-videót. Nem tudom. Most fogalmunk sincs, mit csináljunk, ráadásul Ausztráliában szintén a Sonne-t akarják kiadni. Pedig nekik is a Linkset szántuk.”
Az Ich will nevet viselő harmadik kislemezt 2001. szeptember 10-én adták ki, a Mutter Limited Tour Editionnal, ami új illusztrációt tartalmazott, valamint koncertfelvételeket az Ich will, Links 2 3 4, Sonne és Spieluhr számokhoz. 2002 januárjában az együttes pár napot Prágában töltött az amerikai xXx című akciófilm forgatásán. A zenekar a nyitójelenetben szerepel a Feuer frei! című számmal. A dalhoz tartozó kislemez 2002. október 14-én jelent meg és az eredeti szám mellett annak két remixét is tartalmazta, valamint a Du hast és Bück dich Battery-feldolgozását. A Feuer frei! videóklipjét az xXx rendezője, Rob Cohen vágta, és a zenekar előadásán kívül jeleneteket tartalmaz magából a filmből is.

### Reise, Reise (2003–2005)
A Reise, Reise című album felvételei 2003 novembere és decembere között a dél-spanyolországi El Cortijo stúdióban készültek. A keverés a stockholmi Toytownban történt 2004 áprilisában és májusában. Az első kislemez a Mein Teil volt, 2004. július 26-án jelent meg. A hozzá készült videóklipet Berlinben forgatták, és rengeteg vitát generált. A rendező Zoran Bihac volt, korábban a Links 2 3 4-hez készített videót.
A következő kislemez, az Amerika 2004. szeptember 13-án jelent meg, videóklipje kicsit korábban, augusztus 20-án debütált. A benne használt szkafandereket Hollywoodból rendelték, és a holdbéli táj megvalósításához 240 tonna hamura volt szükség. A klipet szintén Berlinben forgatták, a rendező Jörn Heitmann volt, aki már többször készített videót a zenekarnak.
A negyedik stúdióalbum szeptember 27-én került a boltokba, és hamar a top 10-be került az európai zenei listákon. A Billboard listája szerint a Rammstein ezzel minden idők legsikeresebb német nyelvű együttesévé vált. Az album következő kislemeze, az Ohne dich november 22-én jelent meg, 2005. február 28-án pedig a Keine Lust.
A nagylemez turnéja 2004 novemberében kezdődött Németországban, és a zenekar 2005 tavaszáig összesen 21 koncertet adott tíz országban, több mint 200 000 néző előtt. Ez idő alatt az együttesnek rengeteg peres ügye volt, mivel több néző és szervező rosszul lett a koncerteken a tűz miatt.
2005 nyarán a zenekar számos nyári fesztiválon lépett fel Európa-szerte. Ezekből a koncertekből lett végül összevágva a Rammstein második koncertDVD-je, a Völkerball, ami 2006 novemberében jelent meg.

### Rosenrot és Völkerball (2005–2006)
Ez a lemez [Rosenrot] voltaképpen a Reise, Reise második rész volt, amolyan folytatás. De még inkább egy vegyes felvágott, hiszen Mutter korszakos dalok, korábbi anyagok is felkerültek rá, meg persze néhány új dal. Nem is igazán tekinthető igazi Rammstein albumnak. A sorlemezeink közé tartozik, de valahogy mégsem az.
Az új stúdióalbum nevét a zenekar 2005 augusztusában jelentette be. Az első kislemez az új albumról a Benzin lett, 2005. október 5-én jelent meg, videóklipjét pedig szeptember 16-án kezdték vetíteni a zenecsatornák. A Rosenrot 2005. október 28-án debütált, és 20 országban a top 10-ben végzett a zenei listákon. Nagyrészt olyan számokat tartalmaz, amik dramaturgiai okok miatt kimaradtak az előző, Reise, Reise CD-ről. A Benzin című számot azonban a Reise, Reise turnéja alatt is játszották élőben, négyszer Wuhlheide-ben 2005. június 23. és 26. között, és négyszer az Egyesült Királyságban – Newcastle, Birmingham, Glasgow és Cardiff – 2005 júliusában. A Rosenrotról csak a Benzin, a Mann gegen Mann és a Te quiero Puta! került eddig élőben lejátszásra.
Az új album névadó számának kislemeze 2005. december 16-án jelent meg, hozzá a videóklipet a Kárpátokban, a romániai Zernestben forgatták novemberben. A következő maxi a Mann gegen Mann lett, amit a következő év márciusában adtak ki. Az ehhez készült videóklipet a tartalma miatt csak késő éjszaka vetítették a zenei csatornák.
Az együttes legújabb koncertDVD-je Völkerball néven 2006. november 17-én jött ki Németországban, és néhány európai országban. A DVD-n koncertfelvételek vannak Franciaországból, Angliából, Japánból és Oroszországból. A kiadás tartalmaz egy CD-mellékletet is ugyanezen előadások hanganyagával. A kiadásnak három verziója van, az egyikben egy 190 oldalas könyv is megtalálható. Az előre nem látott érdeklődés miatt a korlátozott példányszámú kiadás elfogyott, így újra kellett nyomni.

### Liebe ist für alle da (2007–2011)
Minden számunknak van köze a szerelem és szex sötétebb oldalához. Ezek a dalok nem a boldog szerelmes dalok közül vannak. Mindig is az emberi kapcsolatok sötétebb oldalát választottuk témának. (...) Amikor először meghallod a lemez címét, giccsesnek tűnhet, de érezhetően ott van benne egy mélyebb jelentés.

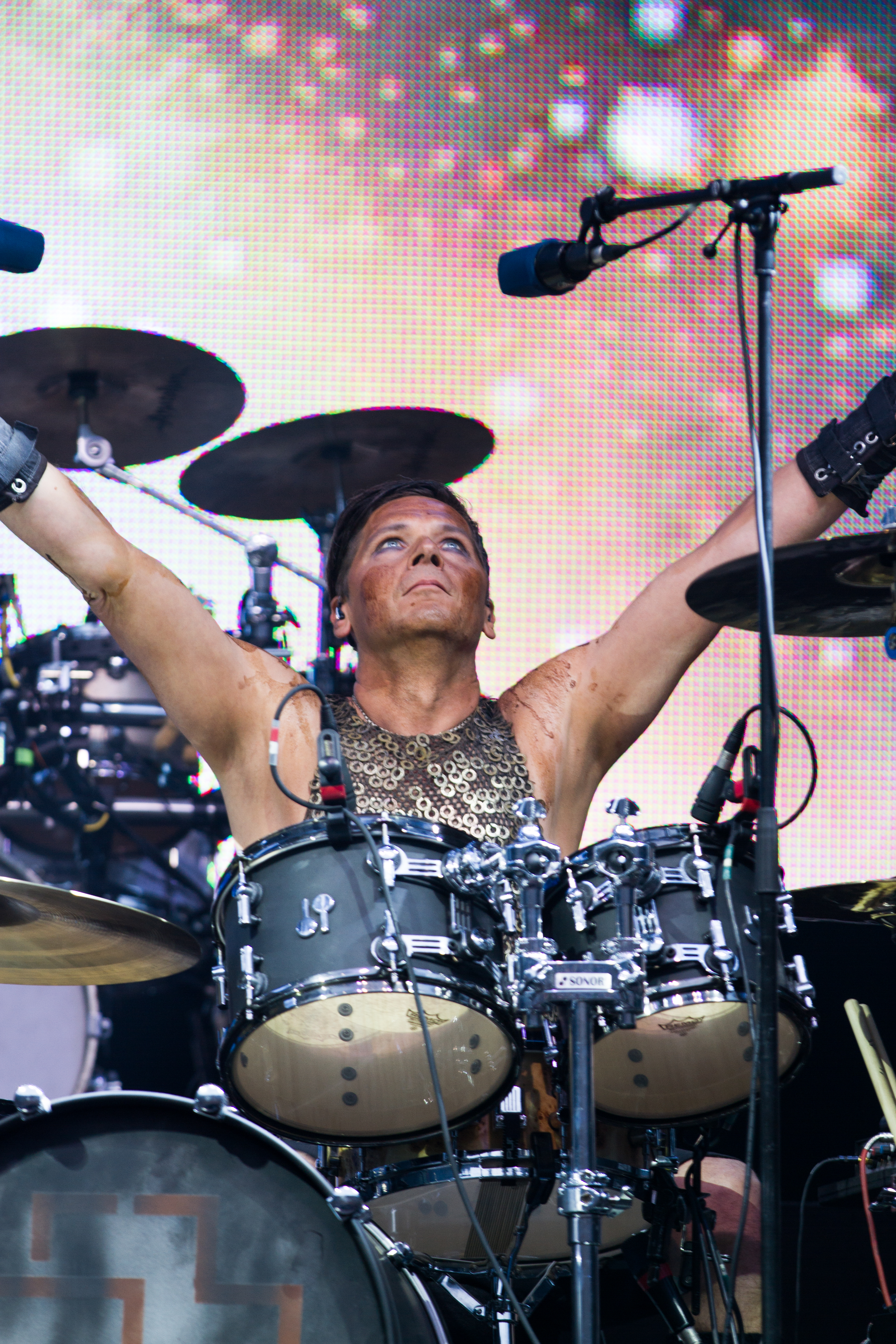
Christoph Schneider 2015-ben

2006-ban az együttes nem dolgozott, a munkát 2007-ben kezdték újra. Az első információk az új lemezről 2007-ben szivárogtak ki, a gitáros Paul Landers azt nyilatkozta egy interjújában, hogy már dolgoznak az új albumon, és már 30 számot írtak. Ezek közül sok olyan, amit csak egy-egy tag írt a hosszú szünet alatt. A kérdésre, hogy ezeket is szétosztják-e majd több album között, mint a Reise, Reise és Rosenrot esetében tették, azt felelte, hogy ezúttal csak egy album készül. Az előkészületek 2008. november elején fejeződtek be Berlinben. A dalokat Kaliforniában vették fel. Az új album 2009. október 16-án jelent meg, a címe Liebe ist für alle da lett. A lemez több európai országban is platina státuszt ért el, Finnországban például még megjelenése előtt, csak az előrendeléseket számolva érte el a platina státuszát.
Az első kislemez a Pussy volt, videóklipje 2009. szeptember 16-án debütált egy pornóoldalon, azonban 2011. március környékén eltávolították. A kliptől a média elzárkózott, zenei csatornákon egyáltalán nem vetítik, csak a cenzúrázott verzióját.
A második kislemez az albumról az Ich tu dir weh, ami Európában 2010. január 15-én jött ki, az USA-ban pedig pár nappal később. Németországban a kiadvány nem jelenhetett meg a dal cenzúrázása miatt. A hozzá készült videóklip 2009. december 21-én szintén azon a honlapon debütált, ahol korábban a Pussy és később szintén törölték onnan. A Rammstein hivatalos honlapjáról minden információt letöröltek a kislemezzel kapcsolatban. A szám cenzúrázását 2010-ben visszavonták, így már Németországban is kapható a kiadvány.
Az album következő kislemeze a Haifisch lett, ami az első olyan maxi a Liebe ist für alle daról, aminek videóklipje nem pornóoldalon debütált, hanem a zenekar mySpace oldalán és egy történet áll a klip középpontjában. A boltokban 2010. május 17-étől elérhető.
A zenekar az új lemezzel 2009 őszén kezdett turnézni. Az első show november 8-án volt Portugáliában, Lisszabonban. 2010 nyaráig Európában koncerteztek, év végéig pedig Amerikában. 2011. április 20-án az együttes a LIFAD turnéért megkapta a legjobb koncertet adó zenekarnak járó Revolver Golden Gods díjat. Ekkor nyert először a Rammstein díjat az Amerikai Egyesült Államokban.

### Made in Germany 1995–2011 (2011–2019)
Egy interjúban a szólógitáros Richard Kruspe kijelentette, hogy 2011 végén kiadnak egy Best of albumot. A lemez 2011. december 2-án kerül a boltokba Németországban, Svájcban és Ausztriában, a többi országban pedig néhány nappal később, december 5-én. A korong a régebbi számok mellett egy, a LIFAD felvételekről kiadatlan dalt is tartalmazni fog, a Mein Land címűt. Ez hivatalosan először kislemezként jelent meg, Németországban, Ausztriában és Svájcban 2011. november 11-én, Európa más részein pedig november 14-én. A dalhoz készült videót 2011. május 23-án forgatták Malibuban, a rendező Jonas Åkerlund volt. A videó premierje november 11-én volt a hivatalos honlapon. Ez év november 6-án a zenekar turnéra indult, amit a Made in Germany 1995–2011 album köré építenek. Az első állomás Pozsony volt.
2011. augusztus 25-én hivatalosan is bejelentették a weboldalukon, hogy a svéd Deathstars lesz a Made in Germany turné előzenekara 2011-ben.

### Rammstein (2019–)
2019. március 28-án Deutschland címmel jelent meg az első kislemez az új albumukról, ami később, az előzetes hírek szerint május 17-én kerül a piacra. A dal videóklipje több korábbi klipjükhöz hasonlóan botrányt keltett.
Április 26-án megjelent a Radio, a második kislemez is a még meg nem jelent albumról. Május 17-én jelent meg a Rammstein című album.

## Stílus és dalszöveg
A stílusunk abból alakult ki, hogy csak azzal voltunk tisztában, hogy mit nem akarunk csinálni. Nem szerettünk volna amerikai rock vagy punk zenét készíteni, ezekről semmit nem tudtunk. Rájöttünk, hogy csak ahhoz a zenéhez értünk, amit csinálunk, és ami éppenséggel ilyen egyszerű és dallamos. A gépi hangokat és az otthon létrehozott zenét szerettük volna keverni. (...) A zenei hátterünk olyan együttesekhez köthető, mint a Kraftwerk, vagy akár még náluk is régebbi művészekhez, például Wagnerhez. Ők mind hatással voltak a zenénkre.
Bár a Rammsteint ipari metálként általánosítják, különböző ehhez kapcsolódó stílust hidal át, beleértve a keményebb rockot, elektronikus zenét, heavy metalt és a gothic rockot, mivel billentyűket is használnak gitárral, kórussal és zongorával. Egy szlovén neoklasszikus ipari zenekar, a Laibach erősen inspirálta őket, csakúgy, mint a DAF (Deutsch-Amerikanische Freundschaft), Oomph! és Ministry. Egyes számok, mint például a Bestrafe mich, Ohne dich, Te quiero puta! és Du riechst so gut megnehezíti a besorolást.
A Rammstein stílusa megosztja a kritikusokat, egyesek emlékezetes kritikákat írtak. Jam Showbiz (2001. április) úgy jellemezte a Muttert, mint „zene, ami megszállta Lengyelországot”. Az új-zélandi Shoutland Times (1999. december 17.) azt írta, hogy Till Lindemann dörgő, szubszonikus hangjától a parasztok a szénapajtáikba menekülnek, és magukra zárják az ajtókat. A The New York Times (2005. január 9.) azt írta, hogy „Mr. Lindemann olyan brutális férfiassággal fújta ki a levegőt, hogy az abban lévő erőszaktól úgy tűnt, mintha elérne a tömegig, onnan kiszakít egy rajongót, és letépi a fejét.” Más kritikusok sokkal pozitívabban írnak. Stephen Thomas Erlewine az Allmusictól azt írta, hogy „az ipari zaj kemény metált játszó gitárokkal és opera-vokállal fűszerezve megdöbbentően erőteljes”. Egy interjújában a Kerrang! nevű rock magazinban Till Lindemann a következőképp fogalmazott: „Mi csak a határokat feszegetjük. Arról nem mi tehetünk, ha ez nem tetszik az embereknek.”
Annak ellenére, hogy a Rammstein igyekszik brutális képet festeni magáról, sok számukban felfedezhető bizonyos fajta humor. A Zwitter például egy bizarr dal az önimádatról és biszexualitásról egy hermafrodita szemével:
Wenn die anderen Mädchen suchten (Amikor a többiek lányokat kerestek)

Konnt ich mich schon selbst befruchten (Én már meg tudtam termékenyíteni magam) 
Hasonlóan az Amerika című számban is van humor. A dal az Egyesült Államok kultúrájának dominanciájáról szól, és vegyes fogadtatásban részesült: egyesek amerikaellenesnek, mások globalizációellenesnek vélték. Az együttes énekese tagadta, hogy a zenekar politizálni vagy kritizálni akart volna, mivel ők csak a tényeket közölték.

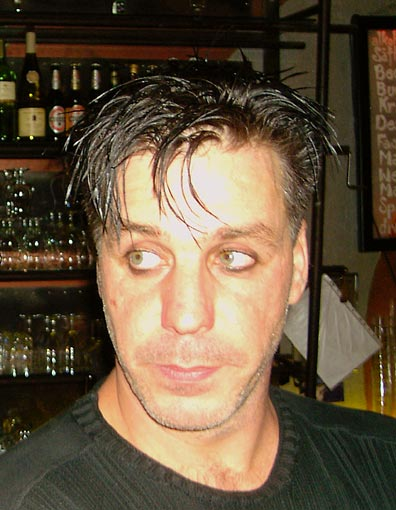
A dalszövegek nagy részét Till Lindemann, az együttes énekese írja

Számos dalban felfedezhető német irodalomra, illetve népmesékre való utalás: A Dalai Lama a híres Goethe-ballada, A rémkirály (Der Erlkönig) adaptációja. A címet a jelenlegi dalai láma, Tendzin Gyaco repüléstől való félelme inspirálta. A dal sehol máshol nem utal a tibeti buddhizmusra, vagy a vallási vezetőre. A Hilf mir Hoffmann egyik meséjén alapszik, a Spieluhrban énekelt "Hoppe, Hoppe, Reiter!" (Hopp, hopp, lovas!) sor egy német gyermekversre utal. A Rosenrotot a Grimm-testvérek egyik meséje, illetve Goethe egy verse ihlette. A Haifisch című dal refrénjének részlete Bertolt Brecht Koldusoperájából (Die Dreigroschenoper) az úgynevezett Vásári rigmus Penge Mackie-ről (Die Moritat von Mackie Messer) átirata.
A Mein Herz brennt kezdő sorai a német televízió Das Sandmännchen (A Homokemberke) nevű esti gyermekműsorárát idézi. A szám munkacíme Sandmann (Homokember) volt, és korábbi dalszövege sokkal konkrétabban utalt a jóságos mesefigurára. A dal eredeti története szerint valaki megöli az igazi Homokembert és ellopja a haját, hogy úgy nézzen ki, mint ő. Mikor eljön az esti mese ideje, a Homokember helyett ő kezd beszélni a gyerekekhez. A végleges verzióból ez kimaradt, azonban 2000 áprilisában egy berlini koncerten a dalt a zenekar ezzel a szöveggel játszotta.
A legtöbb dalszöveg németül van, de vannak kivételek. Az Amerika című számuk refrénje részben angolul, részben németül van. A Moskau című számban Viktoria Fersh oroszul énekel. A zenekar eredetileg a t.A.T.u duóval szerette volna elkészíteni a számot, de ezt végül nem sikerült megvalósítani. A Te quiero puta! című szám teljesen spanyolul van, ez az első, és eddig egyetlen olyan Rammstein-dal, ami kizárólag spanyol szöveget tartalmaz. A dal stílusát Lindemann hispán kultúra iránti rajongása inspirálta. A Stirb nicht vor mir (Don't die before I do) duettben Sharleen Spiteri énekesnő szövege angolul van. A számnak létezik egy teljesen német változata is, amely Bobo, az Engel énekesnőjének közreműködésével készült. A Pussy című szám dalszövege részben angolul, részben németül van. A Frühling in Paris című dal refrénjének egy része franciául van, Édith Piaf egyik számából idéz. Az Adios és Amour számok szövegei teljesen németül vannak, holott címük nem német. Bár az eredeti dalok mind németül vannak, az együttes elkészítette az Engel, Du hast és Amerika című dalok teljesen angol változatát. A kizárólag kislemezen megtalálható Schtiel című dal egy orosz szám feldolgozása, így a dalszöveg teljesen oroszul van. A számban csak Lindemann és Kruspe működött közre.
A zenekar dalszövegeit sokszor valós események inspirálják. Rammstein című számuk az 1988-ban a Ramstein légitámaszponton történt katasztrófát dolgozza fel. A Mein Teil Armin Meiwes hírhedt kannibál-történetéről szól. A német médiában egyszerűen Kannibalensong-ként (kannibáldal) emlegetett dal kislemezre felkerült változatának kezdősora idézet a Meiwes által feladott hirdetésből. A Wiener Blut az amstetteni vérfertőzési ügyet mutatja be, míg a Donaukinder című dalt a 2000-ben Romániában bekövetkezett ciánszennyezés inspirálta.

### Szójáték
A szójáték alapvető alkotóeleme a Rammstein dalszövegeinek. Sok esetben a mondatai többértelműen vannak megfogalmazva. A Du hast című dal kifejezetten bővelkedik ilyenekben:
- Du…, du has(s)t…, du has(s)t mich…, du hast mich gefragt A gefragt szóig a szöveg kétértelmű, ugyanis a hast (birtokolsz) és a hasst (gyűlölsz) szó kiejtésben azonos, tehát a „du has(s)t” jelentheti azt is, hogy „gyűlölsz engem” és azt is, hogy „a tiéd vagyok”. A befejezett mondatban „du hast mich gefragt” szerepel, ami annyit tesz, hogy „megkérdeztél engem”.
- Willst du bis der Tod euch scheidet treu ihr sein für alle Tage? Nein! a szöveg itt a német esküvőkön elhangzó esküvel játszik. Arra a kérdésre, hogy „Hűséges leszel-e, amíg a halál el nem választ?” a megszokott „Igen” (Ja) helyett a „Nem” (Nein) válasz szerepel.
- Willst du bis zum »Tod, der scheide / Tod der Scheide« sie lieben auch in schlechten Tagen? Az előző mondat utolsó előfordulásakor kétértelműen van megfogalmazva. Vesszővel és kisbetűvel ugyanazt jelenti mint a fenti mondat, vessző nélkül nagybetűvel azonban a Scheide szó vulgárisan a nőre utal, aminek jelentése vagina is lehet.[85]

Az együttes gyakran használja a ritmust is, hogy hasonló hatást érjen el. A Los című számban egy szünet okoz többértelműséget:
Es ist hoffnungslos (Reménytelen)
Sinnlos (Értelmetlen)
Hilflos (Tehetetlen)
Sie sind Gott…los
Az utolsó sor többféleképpen értelmezhető:
Sie sind Gott. / Los! = Ők az Isten / Gyerünk!
Sie sind Gott los = Megszabadultak Istentől
Sie sind gottlos = Istentelenek

## Előadás

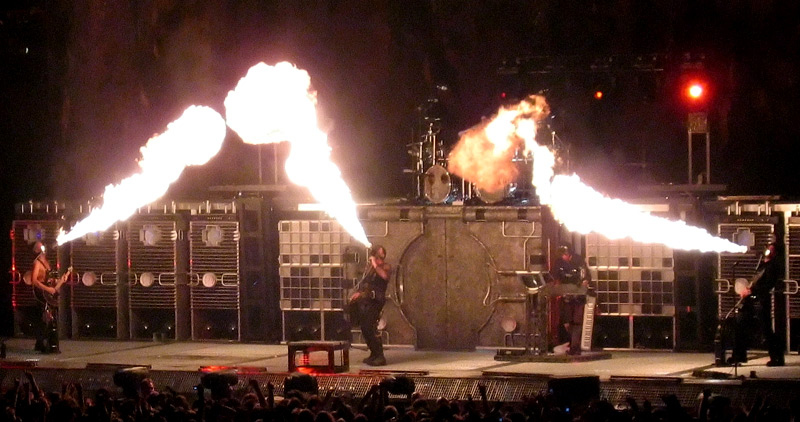
Rammstein koncert lángszórókkal – Globe Arena, Stockholm, 2004. november 18.

A Rammstein hatalmas hírnevet és ismertséget szerzett élő showjairól, mivel sok pirotechnikai eszközt használnak, amitől végül a rajongók kitalálták a mottót, miszerint „A többi együttes játszik, Rammstein éget!” (kikacsintás a Manowar Kings of Metal című számának „A többi együttes játszik, Manowar öl!” sorára).
A tűz olyan intenzív, hogy nem egyszer embereket kellett kivinni a koncertről a tűz miatt, és az állványzat is vörösen izzott, miután többször tűzgolyók találták el. A következő lista az olyan kellékeket és pirotechnikai eszközöket tartalmazza, amiket a koncerteken használnak:
- A tagok szájhoz erősíthető lángszórókat használnak, amik például a Feuer frei! című szám alatt láthatóak
- Till Lindemann egész számokat énekel végig úgy, hogy közben ég (Rammstein), a 2004-es Reise, Reise turnéig égő sodronyingben énekelte végig a számot, utána karhoz erősíthető lángszórókkal
- Till Lindemann egy telefonba beszél, ami végül felrobban, és konfetti hullik ki belőle (Du hast szám alatt, de csak a Mutter és Sehnsucht turnéi alatt)
- Christian Lorenz Till Lindemann rabszolgájaként van jelen a színpadon a Bück dich szám alatt
- Robbanó dobok, mikrofonok, csizmák
- Till Lindemann egy hatalmas revolvert vesz elő nadrágjából – ami felrobban, szikrákat szór (Das alte Leid)
- Rakétákat lőnek ki, amik a közönség feje fölött lévő kábeleken futnak végig
- Szikrákat szóró íjak, dobverők, csizmák és fegyverek
- Christian Lorenz a Nine Inch Nails és a The Who stílusában töri össze a billentyűket
- Mikrofonok, gitárok és billentyűk égnek
- A tagok egy gumicsónakban ülve szörföznek a tömeg felett
- Az Amerika szám alatt Christian Lorenz egy Segway HT-t vezet
- Till Lindemann olyan cipőben hajt végre gimnasztikai mutatványokat, ami szikrákat szór (Weißes Fleisch eleje)
- Christian Lorenz egy hatalmas üstben ül, amit Till Lindemann egy lángszóróval fúj, amikor Lorenz lebukik. A folytatásban Lindemann végigüldözi Lorenzt a színpadon egy olyan mikrofonnal, aminek a végére egy kés van erősítve (Mein Teil)
- Richard Z. Kruspe egy égő gitárral játssza el az Adios című szám szólóját
- Szikraeső az Ohne dich és Ich tu dir weh című számok alatt
- A színpad tetejéről lelógó, zöld lézerszemmel világító műanyag kisbabák, melyek a szám végén fölrobbannak (Wiener Blut)
- Habot kilövellő ágyú a Pussy című szám alatt
- Lángoló, majd felrobbanó angyalszárnyak (az Engel című szám alatt, a Liebe ist für alle da (LIFAD) turnéján)
- A tagok egy fekete falat átvágva lépnek színpadra (LIFAD turné 2009–2010)

A Rammstein koncertjei egyre alaposabbak lettek, miután több mint tíz éve csak arra korlátozódott, hogy kerozinnal körbelocsolták a színpadot, és azt meggyújtották. 1996. szeptember 27-én pár égő dekoráció a közönségre esett az Arena in Berlinben tartott koncerten, így azóta a zenekar szakképzett pirotechnikusokat alkalmaz. Lindemann maga is szakképzett pirotechnikus, akit egész számokra nyel el a lángtenger. Már különböző égési sérülései voltak a fülén, kezén, és a haját is megégette. Mivel a show tartalmaz ál-baleseteket is, konkrétan nem lehet meghatározni, mikor égeti meg magát igazából Lindemann.
A viseletük szintén furcsa. A Reise, Reise turné alatt tiroli nadrágot, fűzőt, és meghatározhatatlan katonai egyenruhát viseltek acélsisakkal, a Mutter turné alatt pedig végig az album illusztrációjának megfelelően pelenkát hordtak, és egy hatalmas méhből ereszkedtek a színpadra. Kruspe szerint a színpadi szereplés teljesen szándékos (Schneider szerint a Rammstein mottója: „Tedd a saját dolgod. És túlozd el!”). A cél az, hogy felkeltsék az emberek figyelmét, úgy, hogy az élvezetes is legyen. "Meg kell érteni, hogy az emberek 99%-a nem érti a dalszövegeket, szóval valami olyannal kell előállni, ami megtartja a showban a drámaiságot. Valamit tennünk kell. Szeretünk előadni; szeretünk játszani a tűzzel. Van humorérzékünk. Nevetünk rajta; élvezzük… de nem vagyunk a Spinal Tap. Komolyan vesszük a zenét és a dalszövegeket. Ez a humor, színház, és a mi kelet-német kultúránk kombinációja."
A Rammstein első amerikai turnéja alkalmával néhány államban nem tudta alkalmazni a pirotechnikát, mivel azok használata törvénybe ütköző lett volna. Erről Kruspe így nyilatkozott egy interjúban: „Számunkra a legfontosabb tapasztalat ebben az volt, hogy a kapcsolat így is létrejött a közönséggel, nem kellett a pirotechnika ahhoz, hogy megnyerjük őket magunknak. Nagyon boldoggá tett, amikor felismertem, hogy a zene volt az, ami miatt az emberek élvezték az előadást. Semmi gond nincs a pirotechnikai hatásokkal, amíg a zene jó és erős. De hiszem, hogy mindig ott van annak a veszélye, hogy az egyik háttérbe kerül a másik miatt. Nagyon nehéz fenntartani a megfelelő egyensúlyt a nagyszerű látvány és jó zene között.”
A zenekar már bajba is került a színpadon előadottak miatt. Az 1998-as Family Values Tour alkalmával az együttes Bück dich című szám előadása során az énekes egy műpéniszt vett elő, amelyből fehéres folyadékot spriccelt a tömegre és a billentyűs Lorenzre. Az eset után mindkettőjüket letartóztatták, és az éjszakát a börtönben töltötték. Egy online interjúban Lorenz elárulta, hogy a folyadék víz, és egy Pernod nevű francia likőr keveréke: „Jó az illata. Tavaly tejet használtunk, de az borzasztó volt – nagyon büdös lett tőle. Aztán egy porkeveréket próbáltunk ki, ami eltömítette a csövet. Bárhogy próbálkozott [Lindemann], semmi nem jött ki. És tudjuk, milyen kínos, ha semmi nem jön ki.”
Göteborgban (Svédország) a Metaltown Fesztiválon 2005. július 30-án Lindemann megsérült, mert Flake véletlenül nekivezette a Segwayt. Emiatt sok koncertet le kellett mondani, ez leginkább az ázsiai és latin-amerikai helyszíneket érintette.

## Diszkográfia

### Albumok
- 1995 Herzeleid
- 1997 Sehnsucht
- 1999 Live aus Berlin (koncertalbum)
- 2001 Mutter
- 2003 Lichtspielhaus (koncertalbum)
- 2004 Reise, Reise
- 2005 Rosenrot
- 2006 Völkerball (koncertalbum)
- 2009 Liebe ist für alle da
- 2011 Made in Germany 1995–2011 (válogatásalbum)
- 2015 In Amerika (videoalbum)
- 2017 Paris (zene/dokumentumfilm)
- 2019 Rammstein
- 2022 Zeit

### Kislemezek
| Cím                                                                    | Helyezés | Helyezés | Helyezés | Helyezés | Albumon                   | Megjelenés dátuma    |
| Cím                                                                    | D        | A        | CH       | GB       | Albumon                   | Megjelenés dátuma    |
| ---------------------------------------------------------------------- | -------- | -------- | -------- | -------- | ------------------------- | -------------------- |
| Du riechst so gut                                                      | -        | -        | -        | -        | Herzeleid                 | 1995. augusztus 24.  |
| Seemann                                                                | -        | -        | -        | -        | Herzeleid                 | 1996. január 8.      |
| Engel ‡                                                                | 3        | 4        | 17       | -        | Sehnsucht                 | 1997. április 1.     |
| Du hast                                                                | 5        | 10       | 33       | -        | Sehnsucht                 | 1997. július 18.     |
| Das Modell                                                             | 5        | 18       | -        | -        | Remix (Kraftwerk)         | 1997. november 23.   |
| Du riechst so gut ’98                                                  | 16       | -        | -        | -        | Herzeleid                 | 1998. április 17.    |
| Stripped                                                               | 14       | 27       | 42       | -        | Remix (Depeche Mode)      | 1998. július 27.     |
| Asche zu Asche                                                         | -        | -        | -        | -        | Live aus Berlin           | 2001. január 15.     |
| Sonne                                                                  | 2        | 5        | 18       | -        | Mutter                    | 2001. február 12.    |
| Links 2 3 4                                                            | 26       | 33       | 65       | -        | Mutter                    | 2001. május 14.      |
| Ich will ‡                                                             | 29       | 59       | -        | 30       | Mutter                    | 2001. szeptember 10. |
| Mutter                                                                 | 47       | -        | -        | -        | Mutter                    | 2002. március 25.    |
| Feuer frei! ‡                                                          | 33       | 28       | -        | 35       | Mutter                    | 2002. október 14.    |
| Mein Teil                                                              | 2        | 6        | 11       | 61       | Reise, Reise              | 2004. július 26.     |
| Amerika ‡                                                              | 2        | 3        | 5        | 38       | Reise, Reise              | 2004. szeptember 13. |
| Ohne dich                                                              | 12       | 38       | 42       | -        | Reise, Reise              | 2004. november 22.   |
| Keine Lust ‡                                                           | 16       | 25       | 30       | 35       | Reise, Reise              | 2005. február 28.    |
| Benzin                                                                 | 6        | 11       | 15       | 58       | Rosenrot                  | 2005. október 7.     |
| Rosenrot                                                               | 28       | 46       | 59       | -        | Rosenrot                  | 2005. december 16.   |
| Mann gegen Mann ‡                                                      | 20       | 42       | 66       | 59       | Rosenrot                  | 2006. március 3.     |
| Pussy ‡                                                                | 1        | 4        | 12       | 95       | Liebe ist für alle da     | 2009. szeptember 18. |
| Ich tu dir weh ‡ (betiltották Németországban, Ausztriában és Svájcban) | -        | 74       | -        | 24       | Liebe ist für alle da     | 2010. február 5.     |
| Haifisch                                                               | 33       | -        | -        | -        | Liebe ist für alle da     | 2010. május 28.      |
| Mein Land                                                              | 5        | 9        | 21       | -        | Made in Germany 1995–2011 | 2011. november 11.   |
| Deutschland                                                            | -        | -        | -        | -        | Rammstein                 | 2019. március 28.    |

‡ A kereszttel jelölt kislemezeknek több változata is a boltokba került. Erről bővebb információ a kislemez saját szócikkében olvasható.

### Digipack-ek, korlátozott példányszámú kiadványok
- 1995 Du riechst so gut (Digipack)
- 1997 Sehnsucht (Contains English Songs)
- 1997 Sehnsucht (Digipack)
- 1998 Sehnsucht (Contains Stripped)
- 1998 Sehnsucht (Contains Du riechst so gut '98)
- 1999 Live aus Berlin (Limited Edition)
- 2001 Sehnsucht (Australian Tour Edition)
- 2001 Mutter (Digipack)
- 2001 Mutter (Limited Edition)
- 2001 Mutter (Japanese Edition)
- 2001 Mutter (Tour Edition)

### VHS, DVD
- 1999 Live aus Berlin
- 2001 Links 2 3 4
- 2003 Lichtspielhaus
- 2004 Amerika
- 2004 Keine Lust
- 2006 Völkerball
- 2010 The Videos 1995–2009
- 2015 In Amerika (videoalbum)

### Hangsávok, filmzenék, összeállítások
- 1995 New Industries
- 1997 Lost Highway – Útvesztőben
- 1997 Motor Info CD März '97
- 1997 Mortal Kombat: Annihilation
- 1997 Wing Commander: Prophecy
- 1997 Coldwave Breaks II
- 1998 Original disco_single Kollektion
- 1998 For The Masses
- 1998 Energy Box Vol 2
- 1998 Bravo Hits #22
- 1998 Ozzfest '98
- 1999 Family Values Tour '98
- 1999 Aggro 2000
- 1999 Mátrix
- 2002 Resident Evil
- 2002 Nu metal
- 2002 xXx
- 2002 Lilja 4-Ever
- 2002 La Sirène Rouge
- 2002 Fear Dot Com
- 2004 Resident Evil: Apocalypse

#### Filmzenéik
| 1997 | Mortal Kombat 2. – A második menet | Engel                   |
| 1997 | Lost Highway – Útvesztőben         | Rammstein, Heirate Mich |
|      | Wing Commander – Az űrkommandó     | Eifersucht              |
| 1999 | Mátrix                             | Du Hast                 |
| 2001 | Fűre tépni szabad                  | Du Hast                 |
| 2002 | A Kaptár                           | Halleluja               |
| 2002 | xXx                                | Feuer Frei! (élőben)    |
| 2002 | Lilya 4-ever                       | Mein Herz Brennt        |
| 2002 | Félelem.com                        | Sonne                   |
| 2004 | A Kaptár 2. – Apokalipszis         | Mein Teil               |
| 2006 | Rosszbarátok                       | Engel                   |
| 2008 | Hellboy 2                          | Mein Herz Brennt        |
| 2009 | CSI: New York-i helyszínelők       | Links 2-3-4             |
| 2012 | Démoni Doboz                       | Engel                   |
| 2013 | A nimfomániás                      | Führe Mich              |

### Promo-k és ritkaságok
- 1994 Demos – 1994
- 1998 Original Single Kollektion
- 1999 Live aus Berlin advance cd
- 2000 Trial By Fire: The Story So Far…
- 2001 Mutter promo
- 2001 Mutter Video (2 tracks)
- 2001 Links 2 3 4 promo
- 2001 Mutter Video (3 tracks)
- 2003 Schtiel

### Bootleg
- 2007 Kein Engel
- 2008 Unsichtbarer Stein

### Könyvek
- 1999 LiederBuch
- 1999 Letzte Ausfahrt: Germania
- 2001 Rammstein Book
- 2002 Rammstein Tour Book
- 2002 Messer
- 2006 Völkerball (Limited edition DVD része, koncertalbum)

Forrás: http://www.planetrammstein.com/en/disco/ Archiválva 2006. április 5-i dátummal a Wayback Machine-ben

### Átdolgozások
Sok más zenész dolgozott fel Rammstein-dalokat, beleértve a Gregoriant, akik átdolgozták az Engelt gregorián énekké. Ez felkerült az együttes The Dark Side albumára. Ugyanezt a számot dolgozta fel egy belga női kórus, Scala & Kolacny Brothers. Ez a feldolgozás, ellentétben az eredetivel egy lassú verzió. Torsten Rasch német zeneszerző Mein Herz brennt címen írt dalciklust, ami a Rammstein zenéjén alapul. A Seemann adaptációja az Apocalypticától és Nina Hagentől, annyira lenyűgözte a Rammsteint, hogy 2005 tavaszán magukkal vitték őket koncertezni, és együtt adták elő az Ohne dich, illetve Mein Herz brennt számokat. A Benzin kislemez szintén tartalmaz egy Apocalyptica-feldolgozást Kerosinii címmel. Nemrég a Laibach indusztriál zenekar az Ohne dichet remixelte. A német death metal-banda, Debauchery a Weißes Fleisch számnak készített remix változatot.
Nena, egy német popénekesnő átdolgozta az együttes Ein Lied című számát, ami felkerült az énekes Cover Me albumára is.
A Rammstein is készített pár átdolgozást, például Das Modell a Kraftwerktől, Stripped a Depeche Mode-tól, Pet Sematary a The Ramonestől (ebben Christian „Flake” Lorenz énekel) és Schtiel Aria-tól. Ez a szám azonban nem egy hivatalos Rammstein-dal, mivel ebben csak Till Lindemann és Richard Kruspe vett részt.
Till Lindemann az Apocalyptica legújabb albumán, a Worlds Collide-on énekel egy számot, melynek Helden a címe. Az eredeti változat, egy David Bowie-dal, angolul van, címe Heroes. Ezt a verziót Lindemann németül énekli, az albumon ez az egyetlen német szám.

## Díjak

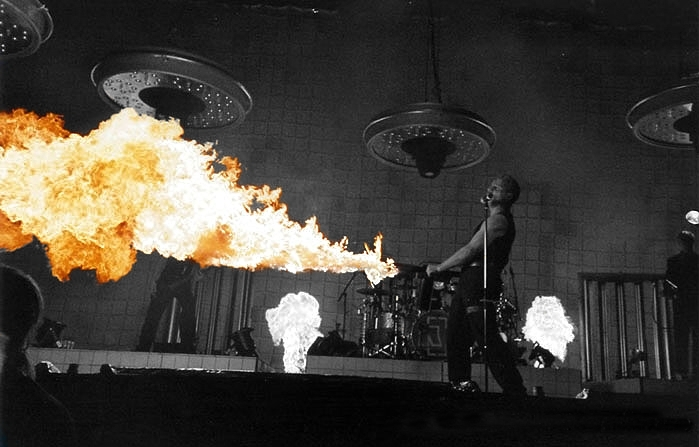
A zenekar már több elismerést is szerzett koncertjeiért

### Elnyert díjak
- 1998 – Echo Awards: Legjobb videó (Engel)
- 1998 – VIVA Comet: Legjobb élő előadás
- 1999 – Echo Awards: Legjobb együttes
- 2002 – Echo Awards: Legjobb együttes Nu-Metal kategóriában
- 2002 – Kerrang! Awards: Legjobb koncertet adó nemzetközi zenekar
- 2004 – MetalHammer: Legjobb videó (Mein Teil)
- 2004 – MetalHammer: Legjobb album (Reise, Reise)
- 2004 – MetalHammer: Legjobb dal (Mein Teil)
- 2005 – Echo Awards: Legjobb alternatív együttes
- 2005 – Echo Awards: Legjobb nemzetközi koncert
- 2005 – VIVA Comet: Legjobb videó (Keine Lust)
- 2005 – MTV Europe Music Awards: Legjobb német előadó
- 2005 – Krone: Legjobb koncertet adó zenekar
- 2006 – LEA Awards: Legjobb management (Emanuel Fialik – Pilgrim)
- 2006 – Echo Awards: Legjobb előadó/német előadó
- 2006 – Emma Gaala: Legjobb nemzetközi előadó
- 2006 – Edison Awards: Legjobb alternatív (Rosenrot)
- 2011 – Echo: Legjobb hazai videó (Ich tu dir weh)
- 2011 – Golden Gods Awards: Legjobb koncertet adó zenekar
- 2011 – Loudwire Music Awards: Az év videója (Mein Land)[110]
- 2012 – Edison Awards: Legjobb hazai rockegyüttes[111]
- 2012 – Edison Awards: Legsikeresebb külföldi koncert[111]

### Jelölések
- 1998 – MTV European Music Awards: Legjobb zenekar rock műfajban
- 1999 – Grammy Awards: Legjobb koncertet adó zenekar metál kategóriában
- 2002 – Echo Awards: Legjobb videó (Sonne)
- 2005 – Kerrang Awards: Legjobb koncertet adó zenekar
- 2005 – Neo Award: Legjobb TV album (Reise, Reise)
- 2005 – Viva Comet: Legjobb koncertet adó zenekar
- 2006 – Grammy Awards: Legjobb koncertet adó előadó metál kategóriában
- 2006 – Echo Awards: Legjobb koncertet adó nemzetközi zenekar
- 2007 – Echo Awards: Legjobb zenei DVD (Völkerball)
- 2012 – Echo Awards: Legjobb élő előadás[112]
- 2012 – Echo Awards: Legjobb hazai videó (Mein Land)[112]

### Platinalemezek
- Herzeleid (kétszer)
- Sehnsucht (kétszer)
- Mutter (kétszer)
- Reise, Reise
- Rosenrot
- Völkerball
- Liebe ist für alle da (kétszer)

### Aranylemezek
- Live aus Berlin

## Viták

### Képek
A The New York Times jellemzése, mint „a brutálisan intenzív rock erőteljes fajtája”, ami „a szélvihar erősségű zenét és a lenyűgöző színházi hatást kombinálja” ellenére a Rammstein vonzza a vitákat. Az erkölcstelenség miatt is kapott kritikák ellenére gyakran a közízést provokáló látványvilágot alkalmaznak. Színpadi viselkedésük miatt egy éjszakát börtönben kellett tölteniük, mivel egy műpéniszt használtak, ami vizet lövellt ki egy worcesteri (Massachusetts) koncerten. Németországban nácizmussal vádolják őket, mivel a koncertjeik és a videóik képi világa sötét és néha katonai utalások is vannak bennük. Az egyik ilyen videó például a Stripped videója, mivel ez részleteket tartalmaz Leni Riefenstahl Olympia című filmjéből. Debütáló lemezük, a Herzeleid, Németországban 1995-ben jelent meg, eredetileg olyan borítóval, amin a tagok meztelen felsőtesttel voltak láthatóak. A kritikusok szerint úgy próbáltak több lemezt eladni, mint az "Árja Faj kirakatbabái". A Rammstein erőteljesen tagadta ezeket a vádakat, és úgy nyilatkoztak, hogy semmilyen formában nem akarnak a politikához, vagy bármilyen fennhatósághoz szólni. "Flake" úgy kommentálta, hogy az csak egy fotó, és nem kéne ennél többet látni benne. A Herzeleidot néhány országban (például Amerikában) megváltoztatott borítóval adták ki, ezen a tagok arcképei vannak.
A Links 2-3-4 című szám visszavágás volt a vádakra. Kruspe szerint ez azt jelenti "<a szívem a bal oldalon dobog, két, há’, négy>. Egyszerű. Ha politikai kategóriába kell minket sorolni, a bal oldalon állunk, ezért írtuk ezt a számot." Másrészről viszont ez egy utalás is a katonai menetelés ütemére, mivel "Links 2-3-4" hallható, amikor a katonák a menetelést gyakorolják a német hadseregben, ahol a "links" (magyarul "bal") szó a bal lábra utal. "Flake" egy online beszélgetésben azt fejtette ki, hogy a számot a miatt formálták ilyenre, hogy bemutassák, tudnak ők durva, "ördögi", katonás hangzású dalokat is írni, de semmi köze a nácizmushoz.
2009-ben a zenekar legújabb albuma tiltólistára került többek között a CD-hez készült képek miatt. A borítón a tagok egy meztelen, asztalon fekvő nő körül állnak.

### Erőszakos eseményekkel való kapcsolat
1999 áprilisában kiderült, hogy Eric Harris és Dylan Klebold, a két fiú, akik a Columbine Gimnáziumban történt vérfürdőt rendezték, Rammstein-rajongók voltak, a kedvenc zenekaruk volt. A Rammsteint kemény kritikák érték, néhány konzervatív és keresztény szervezet megvádolta őket, hogy az együttes tagjai befolyásolták a fiúkat tettük elkövetésében. A német média szerint pedig Till Lindemann mozgása Adolf Hitler stílusának utánzása. Válaszként a zenekar tagjai a következőket nyilatkozták:
Sokszor volt már erről szó, de az embereknek van egy radikális hajlamuk, amit bármi felébreszthet – egy festmény, egy kép, bármi. Ez csak egy véletlen, hogy ezen esetben ez a kiváltó ok a mi zenénk volt. Fontos elgondolkozni azon, hogy mi volt számukra az, ami miatt meghozták döntésüket, hogyan váltak állatokká, mert ez nem a zenei ízlésük miatt történt. Bármikor, ha ilyen eset történik, olyan ez, hogy ’Oké, vádoljuk meg a művészt’ Ekkora baromságot. (Till Lindemann)
A zenénk azért ilyen, hogy kiengedjük a bennünk lévő agressziót, és az emberek, akik hallgatják, szintén ezt teszik, de ez nem a mi hibánk. Ne írjunk több kemény zenét, mert azt gonosz emberek is szerethetik? (Christoph Schneider)
Azt gondolom, hogy a médiának csak kellett valami, amit okolhat, és ami eltereli a figyelmet a valódi, rendkívül összetett problémáról. Mi, a többi hibáztatott zenekarral együtt könnyű célpontnak tűntünk. Mindenki tudja, milyen könnyen lehet az Államokban fegyverhez jutni, de senki nem akarja tudatosítani. (Richard Z. Kruspe)

### Szexuális erőszakkal kapcsolatos ügy
2023 júniusában egy nő azzal a váddal állt elő, hogy egy orosz nő a közösségi médián keresztül megkereste őt, azzal a céllal, hogy egy litvániai koncerten Lindemannnal szexuális aktust folytasson. Bár a Shelby Lynn nevű nő azt állította, hogy az italába drogot kevertek, majd egy színpad alatti helységben Lindemann elé vitték, az elmondása szerint mégsem történt szexuális erőszak, a nő tiltakozása miatt. A zenekar tagjai tagadták, hogy bármiféle jogelenes cselekedetet követtek volna el, de az eset után több másik nő is feljelentést tett Lindemann ellen, szexuális visszaélés miatt. A vádak következményeként a Rammstein válságtanácsadót fogadott fel, változtatásokat vezetett be a müncheni öt nagykoncerten majd a későbbi fellépéseken is, betiltották az úgynevezett "nulladik sort" és az afterparty-kat, valamint a nők számára külön biztonsági sátrakat állítottak fel. Kihagyták a show-ból továbbá a nagyméterű "pénisz-ágyút", és a "Pussy" című dalt is kivették a setlist-ből. 2023. augusztusában a vizsgálatokat felfüggesztették mind Németországban, mind Litvániában, a vádakat bizonyíték hiányában ejtették. A 2024-es turnéban a "Pussy" is visszatért a színpadra.

### Videók
2001. szeptember 10-én jelent meg az Ich will kislemez, és a videóklipet is ekkor kezdték vetíteni. A videóban a tagok terroristákat alakítanak, akik egy bankban követnek el merényletet, és ezáltal médiasztárokká válnak. Az Egyesült Államokban a 2001. szeptember 11-ei terrortámadás miatt csak késő este kerülhetett műsorra, bár sokak szerint teljesen le kellett volna tiltani a képernyőkről a klipet.
2004 októberében, amikor a Mein Teil videója elkészült, tekintélyes vitát váltott ki Németországban. A videó Armin Meiwes kannibál-esetének mutat görbe tükröt, a női ruhába öltözött Schneidert mutatva, amint pórázon vezeti a másik öt bandatagot, és a sárban fetrengenek. A vita nemhogy megállította volna a kislemez fölfelé ívelő pályáját, hanem még valószínű segítette is, hogy a német listákon 2. helyezést érjen el. Meiwes 2006-ban beperelte a Rammsteint, a vád a történet elferdítése volt. Az eredményt nem hozták nyilvánosságra.
A zenekar optimistán látja helyzetet: "Szeretünk a rossz ízlés határán lenni" (Paul Landers); "Vicces egy vita ez, olyan, mint tiltott gyümölcsöt lopni. De ennek célja is van. Szeretjük, ha a hallgatóság a zenénkkel viaskodik, és az emberek sokkal fogékonyabbá válnak." (Christian "Flake" Lorenz)
A Mann gegen Mann videója okozhatott vitákat, mivel a legtöbb tag meztelen, kivéve Till Lindemannt, aki egy olyan ruhadarabot visel, amit leginkább "latex pelenkaként" lehetne legjobban jellemezni. Ez azért van, mert neki nincs olyan hangszere, amivel el tudná magát takarni. Az MTV-n cenzúrázatlanul adják, Németországban csak 22:00 után vetíthetik, mivel 16 éven aluliaknak nem ajánlott.
A Liebe ist für alle da lemez beharangozó dalának, a Pussy-nak a klipje a Visit-x.net internetes szexoldalon debütált 2009. szeptember 16-án, és a videóban (melytől a kiadó és a médiumok mereven elzárkóztak) látható, ahogy a zenekar tagjai különböző módokon szexuális aktust folytatnak prostituáltakkal.

### Tiltólistára helyezés
A zenekar hatodik stúdióalbuma, a Liebe ist für alle da Németországban tiltólistára került a Családügyi Minisztérium fiatalkorúakra káros médiát szűrő szervezete, a Bundesprüfstelle für jugendgefährdende Medien (BJM) kérelmére. A hivatalos indok szerint az album borítója, illusztrációi, valamint a dalszövegek (főleg az Ich tu dir weh című szám) erőszakos cselekedetekre buzdít. A zenekar egy rövid közlésben a hivatalos honlapon bejelentette, hogy 2009. november 14-én megjelenik egy új kiadás a kritizált dal nélkül, valamint bíróságon megtámadták az ítéletet. A tárgyalásoknak több mint hat hónap múlva lett eredménye, mely szerint a BJM nem támasztotta alá megfelelően a lemez betiltásának okait. Így 2010. június 9. óta Németországban is reklámozható, és korlátozások nélkül kapható a kérdéses album. Mivel a tiltás az Ich tu dir weh kislemezre is vonatkozott, most azt is kiadhatja az együttes Németországban, a német megjelenés dátumát még nem közölték. A BJM az ítélet kihirdetése után kijelentette, hogy fellebbezni fog, de amíg nincs új ítélet az ügyben, a zenekar árulhatja a lemezt.
Szintén a Liebe ist für alle da album miatt 2010 februárjában Fehéroroszországban az állam ellenségének nyilvánították a Rammsteint. Ennek ellenére a zenekar 2010. március 7-én telt házas koncertet adott Minszkben.

## Fordítás
- Ez a szócikk részben vagy egészben  a   Rammstein című angol Wikipédia-szócikk ezen változatának fordításán alapul.  Az eredeti cikk szerkesztőit annak laptörténete sorolja fel. Ez a jelzés csupán a megfogalmazás eredetét és a szerzői jogokat jelzi, nem szolgál a cikkben szereplő információk forrásmegjelöléseként.